# كاسالسيبرانو
كاسالسيبرانو (بالإيطالية: Casalciprano)‏ هي بلدية في مقاطعة كمبباسة في منطقة مليزة الإيطالية، وتقع على بعد 11 كيلومتر (7 ميل) غرب كمبباسة.